# April Fool (film 1926)
April Fool è un film del 1926, diretto da Nat Ross.

## Trama
Le prime ombre calavano su New York in quella piovosa sera del primo di aprile quando Jacob Goodman veniva licenziato e tornava, come ogni sera, ma questa volta senza una lira, dalla sua figlioletta Irma. Nei momenti di assenza del padre, alla piccola badava Amelia Rosen – e fra lei e Jacob c'era del sentimento, per quanto inespresso -, titolare di una graziosa caffetteria di quartiere. I piccoli Joe e Leon, rispettivamente figlio e figlio adottivo di Samuel Applebaum, un commerciante della zona, decidono di fare un pesce d'aprile, e rifilano a Jacob un ombrello rotto, poi prendono a litigare, come loro solito: Leon, il perdente, viene consolato dalla piccola Irma. Ma la sera, appunto, era piovosa: gli spettatori escono dal vicino teatro ed anelano ad un ombrello, e Jacob, a sua volta, vende l'ombrello difettoso ad uno di loro. Cala la notte, ed è l'inizio della nuova attività di Jacob: l'ospedale degli ombrelli.
Qualche tempo dopo Jacob vuole infine dichiararsi ad Amelia, ma una serie di equivoci, fomentati in parte da Samuel Applebaum, fa sì che la donna, credendo che Jacob sia in cerca esclusivamente del suo denaro, venda l'attività e parta senza lasciare indirizzo ma seminando tristezza e rimpianti.
Passano dieci anni. Jacob e Samuel - che l'antica ruggine mantiene in inimicizia - sono diventati imprenditori di successo; Irma incontra casualmente Amelia e la invita alla festa del suo diciottesimo compleanno, dove la donna rivede Jacob dopo tanto tempo. Fra i due sembra rinascere un certo legame.
È ancora un primo di aprile il giorno del prefissato matrimonio di Irma con Leon, il suo amichetto d'infanzia che, nel tempo, è diventato il suo fidanzato. Jacob vuole cogliere l'occasione per annunciare, dopo il matrimonio, il proprio fidanzamente con Amelia, con la quale pare aver stretto di nuovo i rapporti. Mentre Amelia aggiusta il velo nuziale di Irma, Samuel Applebaum viene a sapere di un notevolissimo ammanco nelle casse aziendali, verosimilmente imputabile proprio a Leon, ma in realtà perpetrato da Joe. Samuel chiama la polizia, e minaccia di sporgere denuncia contro il figliastro, e di mandare a monte il matrimonio, a meno che la somma gli sia rifusa immediatamente.
Jacob, pur di non frustrare le speranze della figlia, e le proprie, si offre di saldare l'intera somma mancante, ma per far ciò deve vendere tutti i propri averi, casa ed azienda, sottoprezzo, a Samuel. L'annuncio che Jacob fa dopo la cerimonia non è quello che la stessa Amelia si aspettava, ovvero il suo fidanzamento con lei, ma la dichiarazione che egli lascerà la direzione dell'impresa, lasciandola a Samuel, e si ritirerà a vita privata. Amelia, sconsolata, lascia la casa. Jacob è di nuovo un nullatenente, e non se l'è sentita di proporsi, come tale, ad Amelia.
Jacob è di nuovo per le piovose vie della città a vendere ombrelli. Amelia una sera lo incontra casualmente, gli spiega che Samuel le ha raccontato l'intera faccenda, e i due vanno alla ricerca di un rabbino per sposarsi.

## Produzione
Alexander Carr, che qui impersona l'ebreo Jacob, era già attivo sui palcoscenici di Broadway - sia come commediografo che come attore – dove era solito interpretare personaggi caratteristici, spesso neo-immigrati, del Lower East Side di Manhattan. Lo stesso Carr era stato co-autore, insieme a Edgar Allan Woolf, del lavoro teatrale del 1915 An April Shower, da cui il film trae ispirazione, e che Carr aveva portato in tournée, non solo statunitense, per diversi anni.
April Fool è stato l'ultimo film muto di Diana Serra Cary, notissima attrice bambina conosciuta sotto lo pseudonimo di Baby Peggy; Snitz Edwards era noto per i suoi ruoli nei film con Buster Keaton.
Le riprese hanno avuto luogo a Hollywood a partire da marzo 1926 e il film risultava completato entro il 1º maggio dello stesso anno.

## Promozione
Sul periodico specializzato Motion Picture News del 9 ottobre 1926 la Chadwick Pictures annunciava che intendeva promuovere il film mediante "un'apposita linea di prodotti di merchandising a tema ebraico" – locandine, poster, litografie -, poiché ci si aspettava che la prestazione attoriale di Alexander Carr nei panni dell'ebreo Jacob Goodman "sarebbe risultata di estrema popolarità presso la comunità ebraica".

## Distribuzione
April Fool è uscito sugli schermi cinematografici statunitensi il 15 novembre 1926; l'uscita successiva è avvenuta nel Regno Unito, il 27 giugno 1927.
Edizioni in DVD con didascalie inglesi sono apparse nel 2010 per la Loving the Classics; per la Grapevine Video nel 2011, con riedizione nel 2012, comprendente alcune scene prima mancanti e commento sonoro di David Knudtson; e nel 2014 per la Alpha Video.